# 54号加利福尼亚州州道
54号加利福尼亚州州道（英語：California State Route 54, SR 54）是位于圣迭戈县的一条东西方向的州级公路。该公路从5号州际公路分出，依次与805号州际公路、125号加利福尼亚州州道交汇，之后该州道不再是高速公路，最后到达埃尔卡洪，全长14.212英里。